# 劉宗海
劉宗海，湖廣瀏陽人，明朝政治人物、進士出身。
洪武十八年，登進士，授礼科给事中，改監察御史。为踏水灾受钞二十五贯苎丝一匹，戴徙罪还职。